# Wesselburener Deichhausen
Wesselburener Deichhausen là một đô thị thuộc huyện Dithmarschen, trong bang Schleswig-Holstein, nước Đức. Đô thị Wesselburener Deichhausen có diện tích 5,07 km², dân số thời điểm 31 tháng 12 năm 2006 là 146 người.